# Campionati italiani femminili assoluti di atletica leggera 1932
I X campionati italiani femminili assoluti di atletica leggera si sono tenuti a Venezia, presso lo stadio Pier Luigi Penzo, il 23 ottobre 1932. Sono stati assegnati dodici titoli in altrettante discipline.
Rispetto all'edizione precedente, è stata tolta dal programma la gara degli 800 metri piani, così come quelle del salto in alto da fermo e salto in lungo da fermo. La classifica per società ha premiato la Virtus Bologna Sportiva, seguita dalla Società Ginnastica Triestina.
Durante la manifestazione, fuori gara, la squadra formata da Claudia Testoni, Giovanna Viarengo, Nives De Grassi e Leandrina Bulzacchi, appartenenti a società sportive differenti, ha tentato di battere il record mondiale della staffetta 100+100+200+800 metri: il tempo registrato è stato di 3'30"0, un secondo superiore al record mondiale fissato a 3'29"0 e rimasto quindi imbattuto.

## Risultati
| Specialità             | Oro                                                                               | Prestazione | Argento                                                                                | Prestazione | Bronzo                                                                                           | Prestazione |
| Corse                  | Corse                                                                             | Corse       | Corse                                                                                  | Corse       | Corse                                                                                            | Corse       |
| ---------------------- | --------------------------------------------------------------------------------- | ----------- | -------------------------------------------------------------------------------------- | ----------- | ------------------------------------------------------------------------------------------------ | ----------- |
| 60 m                   | Ondina Valla Virtus Bologna Sportiva                                              | 8"1/5       | Giovanna Viarengo Società Ginnastica Torino                                            | 8"1/5       | Nives De Grassi Società Ginnastica Triestina                                                     | 8"2/5       |
| 80 m                   | Claudia Testoni Virtus Bologna Sportiva                                           | 11"0        | Maria Coselli Società Ginnastica Triestina                                             | 11"2/5      | Ada Novak Società Ginnastica Triestina                                                           | 12"1/5      |
| 100 m                  | Ondina Valla Virtus Bologna Sportiva                                              | 13"2/5      | Nives De Grassi Società Ginnastica Triestina                                           | 13"4/5      | Maria Bravin Società Ginnastica Triestina                                                        | 14"4/5      |
| 200 m                  | Maria Coselli Società Ginnastica Triestina                                        | 25"3/5      | Nives De Grassi Società Ginnastica Triestina                                           | 25"4/5      | Ebe Costa Virtus Bologna Sportiva                                                                | s/t         |
| 80 m hs                | Ondina Valla Virtus Bologna Sportiva                                              | 12"4/5      | Elisa Lambertini Virtus Bologna Sportiva                                               | 17"1/5      | Ebe Costa Virtus Bologna Sportiva                                                                | 18"0        |
| Staffetta 4×75 m       | Società Ginnastica Triestina Maria Bravin Maria Coselli Nives De Grassi Ada Novak | 40"1/5      | Virtus Bologna Sportiva Elsa Lambertini Jolanda Bacchelli Ondina Valla Claudia Testoni | 41"1/5      | Società Ginnastica Torino Lidia Bongiovanni Imelda Spadoni Maria Pia Mortarino Giovanna Viarengo | s/t         |
| Staffetta 4×100 m      | Società Ginnastica Triestina Nives De Grassi Ada Novak Maria Coselli Maria Bravin | 54"2/5      | Virtus Bologna Sportiva Elsa Lambertini Jolanda Bacchelli Ondina Valla Claudia Testoni | 55"1/5      | Società Ginnastica Torino Lidia Bongiovanni Imelda Spadoni Maria Pia Mortarino Giovanna Viarengo | s/t         |
| Salti                  |                                                                                   |             |                                                                                        |             |                                                                                                  |             |
| Salto in alto          | Maria Coselli Società Ginnastica Triestina                                        | 1,40 m      | Ondina Valla Virtus Bologna Sportiva                                                   | 1,35 m      | Elisa Lambertini Virtus Bologna Sportiva                                                         | 1,30 m      |
| Salto in lungo         | Claudia Testoni Virtus Bologna Sportiva                                           | 4,90 m      | Elisa Lambertini Virtus Bologna Sportiva                                               | 4,24 m      | Vittoria Salmi Virtus Bologna Sportiva                                                           | 3,85 m      |
| Lanci                  |                                                                                   |             |                                                                                        |             |                                                                                                  |             |
| Getto del peso         | Bruna Bertolini Sport Club Italia                                                 | 10,41 m     | Pierina Borsani Cotonificio Cantoni Castellanza                                        | 9,62 m      | Ada Novak Società Ginnastica Triestina                                                           | 8,83 m      |
| Lancio del disco       | Jolanda Bacchelli Virtus Bologna Sportiva                                         | 30,72 m     | Bruna Bertolini Sport Club Italia                                                      | 30,21 m     | Pierina Borsani Cotonificio Cantoni Castellanza                                                  | 29,09 m     |
| Lancio del giavellotto | Jolanda Bacchelli Virtus Bologna Sportiva                                         | 32,20 m     | Bruna Bertolini Sport Club Italia                                                      | 27,04 m     | Pierina Borsani Cotonificio Cantoni Castellanza                                                  | 26,32 m     |